# Villamblard
Villamblard är en kommun i departementet Dordogne i regionen Nouvelle-Aquitaine i sydvästra Frankrike. Kommunen ligger i kantonen Villamblard som tillhör arrondissementet Bergerac. År 2022 hade Villamblard 870 invånare.

## Befolkningsutveckling
Antalet invånare i kommunen Villamblard
Referens:INSEE